# Zygmunt Michalik
Zygmunt Michalik (ur. 20 listopada 1933 w Mszadli Starej, zm. 18 listopada 2013) – polski działacz partyjny i samorządowy, nauczyciel, w latach 1986–1990 wiceprezydent, a w 1990 prezydent Chorzowa.

## Życiorys
Syn Józefa i Agnieszki. W 1952 ukończył Liceum Pedagogiczne w Kozienicach, następnie skierowany do pracy w szkołach podstawowych w Rudkach i Łagowie. Od 1953 do 1956 odbywał służbę wojskową w jednostce w Chorzowie, następnie nauczał w Szkole Podstawowej nr 1 w tym mieście. Ukończył studia historyczne w Wyższej Szkole Pedagogicznej w Katowicach. Kształcił się też w studium prawa pracy w Centralnej Szkole Partyjnej przy KC PZPR w Warszawie (1968–1969, sekretarz tamtejszego Komitetu Uczelnianego PZPR) oraz w Wyższej Szkole Partyjnej KPZR (1978).
Od 1954 członek Polskiej Zjednoczonej Partii Robotniczej. Od 1959 jej etatowy pracownik, był instruktorem chorzowskiego Komitetu Miejskiego i katowickiego Komitetu Wojewódzkiego. Zajmował stanowisko sekretarza ds. propagandy Komitetu Miejskiego w Chorzowie (1964–1968), zastępcy kierownika Wydziału Organizacyjnego Komitetu Wojewódzkiego w Katowicach (1968–1972, 1981) oraz inspektora w Komitecie Centralnym PZPR (1972–1974). W 1974 roku rozpoczął pracę jako wiceprzewodniczący zarządu głównego Związku Zawodowego Chemików w Katowicach. Od 1982 kierownik Wydziału Społeczno-Administracyjnego w Urzędzie Miejskim w Chorzowie, w 1986 awansował na stanowisko wiceprezydenta Chorzowa. W styczniu 1990 wygrał konkurs na prezydenta miasta po dymisji Jacka Komorowskiego. Pozostał na tym stanowisku przez pięć miesięcy.
23 listopada 2013 pochowany na cmentarzu przy parafii Ducha Świętego w Chorzowie.